# 김용철 (1958년)
김용철(金勇澈, 1958년 3월 27일 ~ ) 대한민국의 검사를 역임한 변호사이다. 특수부 검사로 일하다 쌍용 김석원 회장의 비자금 수사로 인해 검찰을 떠나 삼성그룹의 법무팀장으로도 근무하였으며, 삼성에서 퇴사하였던 3년 이후 이건희 일가의 비자금을 폭로했다.

## 태생
전라남도 광주 1958년 출생

## 학력
- 광주제일고등학교 졸업
- 고려대학교 법학과 졸업

## 검사 시절
1983년 제25회 사법시험에 합격하여 1985년 사법연수원 15기를 수료하였다. 사법연수원 수료 후 검찰도 법원도 아닌 신문사를 현장교육기관으로 택해 경찰기자 생활을 했다. 한 연수원 동기 변호사는 “당시 김 변호사는 ‘이제 죽도록 법전만 보며 살 텐데 마지막으로 하고 싶은 것 해봐야지 않겠느냐’며 언론사로 가더라. 경찰기자 한다고 새벽부터 경찰서와 병원을 뒤지고 다니는 것을 즐겼던 기억이 난다. 아주 독특한 사람이었다”라고 김용철에 대한 기억을 이야기했다.
1989년에 해군법무관으로 병역을 마치고 인천지검 검사로 일하였다. 대전, 부산, 서울지검 등을 거쳤으며 인천지검, 부천지청 부부장 검사를 거쳤다. 검사 생활에는 특수수사통으로 이름을 날렸다.
김용철은 검사 시절 음주 사고를 내고 도망간 친동생과 만취 상태에서 폭행한 처남을 구속하도록 했으며, 이 때문에 친가와 처가 형제들과 의절한 상태로 지냈다고 말했다.
김용철은 전두환 비자금 수사를 하다가 쌍용 김석원 회장이 관리하고 있는 61억의 비자금이 든 사과상자를 찾아냈으나 당시 청와대에서 수사를 공개하지 말라고 검찰총장을 압박했고, 지휘에도 굽히지 않고 수사하다 바로 부천지청으로 좌천성 발령이 났다고 한다. 이로 인해 1997년 삼성으로 자리를 옮겼다.

## 삼성 근무
김용철은 1997년 8월 1일 삼성에 입사해 구조조정본부의 재무팀과 법무팀에서 일했으며, 2002년 1월부터 2004년 7월까지 2년반동안 법무팀장으로 근무했다.
김용철은 삼성에서 비은행권 회사의 재무 업무를 담당하면서 에버랜드 사건의 기소를 막고, X파일 등 삼성을 상대로 한 여러 소송에 대한 조언을 했다. 판, 검사들을 스카우트하는 등 법무팀 인사에도 관여했으며, 검찰 내 인사들의 리스트를 작성해 관리했다. 김용철의 주장에 따르면 자신이 창사 이래 최초로 구조조정본부에서 스스로 걸어나간 팀장이었다고 한다.

### 연봉 및 대우
삼성은 김용철에게 7년 동안 연봉과 스톡옵션으로 102억원을 지불했으며, 퇴직 후에도 김용철은 삼성으로부터 3년간 7억2천만원의 고문료를 받았다. 2002년 김용철의 아들이 결혼하자 이건희 회장은 100만원, 이재용 전무는 100만원, 이학수 실장은 500만원의 축의금을 냈다고 한다. 이건희 회장은 계열사 사장 경조사에 보통 30만원을 보낸다고 한다.

### 이상호 X파일 사건의 변호활동
김용철은 1999년 X파일 사건 당시 전 안기부 미림팀장 공운영과 박인회를 이학수 부회장이랑 같이 만났는데, 박인회가 안기부에 근무하다 해직된 친구의 구직을 돕기위해 테이프를 사라는 식으로 협박했고, 자신은 공개될 가능성이 크지 않다고 판단, 이학수에게 "맞을 매는 맞아야 한다. 삼성이 감수해야 한다"고 했다고 주장했다.

### 에버랜드 사건 수사의 변호활동
김용철은 에버랜드 전환사채 저가 발행과 관련된 수사에서 법무팀장으로서 소속 변호사들, 인원이 부족하면 관계사 변호사들까지 동원해서 업무분담을 하고 전체적으로 지휘를 했으며, 그룹 내 원로임원들에게는 자신이 직접 찾아가서 시나리오대로 진술해 달라고 부탁한 사례도 있다고 주장했다.
김용철은 에버랜드 사건 주임검사 중 어떤 사람은 수사 중 어린이날에 에버랜드로 자기 가족들을 태우고 가서 접대 받으면서 공짜로 하루 종일 놀고 다음날 조사하기도 했다고 말했다.
또 그는 이 사건이 서울중앙지검 특수2부에 배당되었다가 2004년 6월 금융조사부로 넘어간 것에 대해, 이는 불법 대선자금 수사에서 이학수의 구속을 주장했던 남기춘이 특수2부장으로 부임했기 때문이라고 말했다.
김용철은 전환사채 발행 당시의 관행은 삼성전자 같은 상장회사도 현실적으로 이사회가 없었으며, 에버랜드와 같은 비상장사는 이사회라는 게 성립된 적이 없었는데, (이사회에서) "보고받았다"거나 (이사회에) "참석했다"는 주장은 잘못된 얘기라고 이야기하면서, 에버랜드의 전, 현직 사장인 허태학, 박노빈 두 사람은 모를 수밖에 없다고 주장했다.

### 불법 대선자금 수사의 변호활동
김용철은 불법 대선자금 수사 당시 자신이 중수부장 안대희와 만나 수사에서 첫 번째가 안되게 해달라고 부탁해 순서를 미뤘으며, 그 사이 김인주 사장이 도망갔고, 2004년 3월 4일 밤에 전화가 와서 “김인주가 너한테 가르쳐준 것을 싫어할 것이다마는 사실은 300개(300억원)다. 미안하다. 내일 검찰 출두하는데 같이 가달라”고 말했으나 이 액수도 실제 대선자금과는 차이가 크다고 주장했다.
또 당시 검찰총장이던 송광수가 삼성에 우호적이었기에 남기춘 검사가 명동 채권 시장을 샅샅이 뒤져 삼성 채권을 찾아낸 뒤 총장실에 찾아가 이학수 실장을 구속해야 한다고 주장하자 고성이 오가고 얼굴을 붉혔다고 주장했다.
신동아와의 인터뷰에서는 자신은 수사 초기에만 관여했고 이후에는 안대희를 의식해 이종왕 변호사가 선임되었으며, 이학수에게 "끝까지 버텨라, 피하라"라고 조언해 당시 지휘부가 마비되었었다고 말했다.

## 삼성 퇴사
2004년 6월 김용철은 승진제의를 뿌리치고 삼성에 사표를 냈다.
김용철은 "이건희 회장을 신격화하는 사이비 종교 같은 사내 분위기가 참기 힘들었다. 똑똑한 사람들을 바보 노릇 하게 만드는 현실을 받아들일 수 없어 퇴직했다"고 말했다. 또 "에버랜드 전환사채 문제, 대선자금 수사와 관련돼 문제제기를 하고 개선을 요구했지만 이뤄지지 않았고, 오히려 내가 배제됐다. 그만둘 수밖에 없었다."라고 설명하기도 했다. 한편 삼성은 김 변호사가 무능해서 밀려났다고 주장했다.

## 퇴사 이후
2004년 8월 삼성을 떠나 법무법인 하나의 대표변호사로 일하다가 법무법인 서정의 파트너로 합류한다.
2005년 8월 신동아와 비보도를 전제로 한 인터뷰에서 김용철은 "대한민국 국회의원 중 삼성 돈 안 받은 사람이 몇이나 있나. 검찰도 받고 언론도 받는다. 백담사에 가 있는 전두환을 지원하기도 했다."라고 주장했고, 삼성의 로비 대상이 검찰 뿐 아니라 "국세청에도 언론사에도 다 있다"고 주장했다.
2005년 9월 12일 한겨레신문의 기획위원으로 합류했다. 일각에서 특수부 검사와 삼성의 법무팀장을 지낸 그의 경력으로 인해 한겨레신문에서 일하게 된 이유를 궁금해했으나, 김용철은 한겨레의 신뢰성을 이유로 들었다. 2007년 5월 24일 "범행 처벌은 사법부 몫이지만 현행범 체포는 누구나 가능"이라는 칼럼에 한화 김승연 회장 폭행 사건에 대한 글을 쓴다. 같은 날 삼성 에버랜드 사건은 삼성그룹 구조조정본부에서 개입했다는 익명의 전 삼성 임원의 증언이 한겨레신문에 실렸다.
이후 김용철은 법무법인 서정에서 퇴직하며 서정의 법인자산가액의 3분의 1에 해당하는 금액에 대한 출자지분환급 청구소송을 청구했다. 김용철은 "이모 대표 등이 '<중앙일보>의 한 간부가 당신을 조처하지 않으면 앞으로 다른 기업 사건을 (수임) 못하게 하겠다'는 취지의 이야기를 하며 휴직을 권고했다"라고 주장했고, 법무법인에서는 한화 관련 업무를 맡고있는 법인으로써 칼럼이 문제가 되어서 김용철 스스로 2개월 휴직하기로 했으며, 외부압력은 없었다고 반박했다. 삼성은 자신들이 오히려 법무법인의 선배 변호사에게 "김 변호사가 서정에서 계속 근무할 수 있게 해 줄 수 없겠느냐"는 부탁까지 했다고 주장했다.

## 삼성 비자금 폭로
2007년 10월 천주교정의구현사제단을 통해 삼성 비자금 조성 의혹을 폭로했다. 폭로 직전 김용철은 삼성의 대응을 이렇게 예측했다.

“삼성이 우선 나를 정신병자로 몬다. 그런 다음에 우리 부부가 돈을 갈취하기 위해 폭로한다고 여론을 만든다. 다음은 검찰이나 다른 쪽으로 사건을 몰고 가서 폭탄을 터뜨린다. 폭탄은 검찰의 로비 리스트가 될 것이다. 자연스럽게 삼성이 시야에서 벗어나고, 국민 경제에 미치는 영향을 운운하며 사건을 마무리한다. 언론이 여론을 만들고, 국가 기관이 삼성을 봐주면 된다. 1차 저지선은 삼성 계열사 사장이 책임진다. 구조본이 다치지 않는 게 지상 명제다. 이들이 총대를 메지 못하면 최종 저지선은 김인주·이학수 등이다. 이건희 회장과 이재용 전무를 사수하는 게 구조본의 절대 목표다.”

폭로 후, 한 정부 고위 관료는 김용철이 "정신적으로 문제가 있고 아내와 함께 돈을 뜯기 위해 자살 폭탄 테러를 감행하고 있다"고 비난하기도 했다. 검찰의 한 간부는 검찰이 로비를 받았다는 주장에 대해 "이렇게 (조직을) 들쑤셔놨는데, 돈 받은 사람이 있다면 명단을 공개해 빨리 처리하도록 해야 하지 않느냐"며 검찰에 대한 로비 리스트 공개를 요구했다.
대한변호사협회는 업무상 알게 된 의뢰인의 비밀을 공개해선 안 된다는 윤리규칙을 어겼다며 징계를 거론했다. 그러나 민주사회를 위한 변호사모임의 송호창 변호사는 "범죄의 경우 비밀이라고 할 수 없기 때문에 이 역시 김 변호사의 비밀준수 위반에 해당되지 않는다"고 반박했다.
김용철의 폭로로 인해 '삼성 비자금 의혹관련 특별검사의 임명 등에 관한 법률'이 국회에서 발의, 통과되었다.

### 특검 조사와 김용철
삼성 비자금에 대한 수사를 주장하는 여론이 높아지자 검찰 내에 특별수사·감찰본부(특본)가 설치되고 특검이 통과된 뒤, 김용철은 11월 27일과 11월 28일 동안 특본의 수사에 출석해 삼성그룹 경영권 불법승계 과정, 비자금 조성 및 용처 등에 대한 조사를 받았다. 당시의 특본의 수사 태도에 대해 김용철은 주말 수사를 피하는 등 시늉만 하는 경향이 강했고, 첫날 조사를 받으면서도 누가 묻는게 아니라 자신이 먼저 진술했다며 검찰의 수사를 비난했다.
김용철은 2008년 3월 11일 조준웅 특별검사팀에 참고인으로 출석하지 않고 금품 로비의 정황을 담았다는 진술서를 제출했으며, 3월 12일 출두해 조사를 받으며 특검에 정관계 금품 로비를 담당했다는 삼성 측 임원 30여 명의 명단과 로비 정황을 담은 자료를 제출했다. 이후 특검은 3월 24일 임채진 검찰총장과 이귀남 대구고검장, 이종백 전 국가청렴위원장이 금품 로비를 받았다는 것에 대해 무혐의 결론을 내렸다는 것이 알려졌다.
김용철은 특검에 대해 "내 경험에 따르면 1개 기업의 비자금 수사에도 회계분석 등을 위해 상당한 수사 기간과 인력이 필요한데, 삼성의 경우 60개의 기업이 연결된 기업군을 수사하고 장기간동안 수많은 사람이 연관된 것인데, 어떻게 파견 검사 세명과 수사 경험 없는 사람들이 모여 수사를 끝낼 수 있냐"며, 이런 수사는 경력있는 검사 2-30명이 2~3년에 걸쳐 수사해야 하는데 그러면 수사를 못 끝내므로 하는 곳까지 하고 일반 수사 기관에 이관하라고 했으나, 조준웅 특검은 이것은 조준웅 특검이라며 조준웅이 끝낸다고 말했다고 한다.
김용철은 특검 중 마지막 조사에서 진술 거부를 했다. 김용철은 그 이유로, 조사 중 파견 검사 하나가 (로비 대상으로) "자신이 거론한 검사나 평검사가 향후 어디까지 성장할 지 모르는 사람들인데, 특검을 통해 잘못 말한 것이나 잘못 기억한 것으로 해명해줬으면 좋겠다"라며 그 대가로 특검 발표시 김용철에게 명예 훼손 소송이나 민사 소송에서 피해가 없도록 김용철이 거짓말한 것은 아니라고 발표하겠다고 하기에 자신이 "해명을 위한 수사에는 더 이상 협조 않겠다"며 마지막 조사에서는 진술을 다 한 뒤 진술 거부로 해달라고 요청했다고 말했다.
특검의 수사결과 발표에서 김용철은 "신빙성이 의심되고, 모순에 차고, 수시로 변하는" 모습으로 서술되었고, 특검은 김용철의 증언과 그가 제출한 물증의 증거 능력에 의심을 표했다. 이에 대해 김용철은 의외라면서 "내 말이 앞뒤가 안 맞는다고 추궁당한 적이 한 번도 없"다고 주장했고, 오히려 말을 바꾼 건 자신이 아닌 삼성이라고 하면서, 자신의 주장이 거짓이라면 자신을 구속해야 한다고 말했다.

### 특검 수사 후
특검 결과 발표 직후, 김용철은 특검 수사의 한계에 대해 절망하며 "이 회장 문제가 한달 뒤에도 여론의 관심 대상이 될 수 있을지 모르지만 나는 평생 이 문제와 싸우겠다"며 자신의 의지를 피력했다.
특검은 공판에서 김용철에 대한 증인 채택을 요청하지도 않았다. 이에 대해 김용철은 아마도 "피고인들 마음이 편치 않으실까봐 배려한 것 같다"며 조롱했다.
2008년 7월 16일 특검 수사에 대한 1심 선고 공판에 대해 "법이라는 게 강자를 대변하고, 강자의 도구로 쓰이고 있다. 수조원의 자산을 가진 사람을 위한 법과, 그 아래 자산을 가진 사람을 위한 법을 따로 만들어야 할 판"이라고 비난했다. 또 이 판결은 "아버지가 아들에게 유산을 주는 게 뭐가 잘못됐냐는 것"이라고 요약했다.
2009년 6월 2일 김용철은 대법원 판결에 대해 재판부도 에버랜드 사건에서 이사회의 존재가 의심된다는 사실을 판결문에서 적고 있음에도 불구하고 형사 사법에 대한 정의를 깨끗이 포기했다며, 우리나라에 독립선언문에서 말한 "불의의 시대"가 전개되고 있는 것이 아닌가 하는 생각이 든다고 말했다.
김용철은 현재 광주광역시 교육청 개방형 감사담당관에 임명되어 재직하고 있다.

## 가족 관계
슬하에 2남을 두고 있다.

## 저서
- 《삼성을 생각한다》2010년 2월, 사회평론 ISBN 9788964350508
- 《배신 : 21세기를 사는 지혜》공저, 2008년 9월, 한겨레출판 ISBN 9788984312845

## 같이 보기
- 삼성 특검
- 삼성 비자금 관련 폭로
- 삼성 에버랜드 전환사채 저가 배정 사건
- 이상호 엑스파일 사건